# Sigrid Paul
Sigrid Paul (geboren 30. September 1929 in Leipzig; gestorben 2014) war eine deutsch-österreichische Kultursoziologin.

## Leben
Sigrid Paul war eine Tochter des Musiklehrers Herbert Friedrich Paul und der Anna Marie Waligora. Ihr Vater war Nationalsozialist und fiel als Soldat 1941. Nach dem Abitur 1947 besuchte sie in Leipzig eine Dolmetscherschule, und ihr gelang 1948 die Ausreise aus der SBZ nach Schweden. Ihren Lebensunterhalt bestritt sie mit Gelegenheitsjobs und begann 1949 das Studium der Anglistik und Slavistik an der Universität Upsala. Nach einem Aufenthalt als Fulbright-Stipendiatin 1954/55 an der Ohio Wesleyan University belegte sie in Upsala bei Sture Lagercrantz Ethnologie als drittes Studienfach. Sie wurde 1962 mit einer Literaturarbeit über Spiele in Afrika promoviert.
Ab 1963 arbeitete sie als wissenschaftliche Mitarbeiterin bei Ernst E. Boesch und Mohammed Rassem an der  Sozialpsychologischen Forschungsstelle für Entwicklungsplanung (SFE) an der Universität des Saarlandes. Als Rassem an die Universität Salzburg berufen wurde, nahm sie dort 1969 eine Assistentenstelle an und wurde 1976 habilitiert. Sie erhielt 1977 in Salzburg eine venia docendi für Allgemeine und Vergleichende Kulturwissenschaft und wurde 1985 zur Außerordentlichen Professorin ernannt. Um ihre berufliche Position abzusichern, musste sie die österreichische Staatsbürgerschaft annehmen. 1990 ließ sie sich in den vorzeitigen Ruhestand versetzen, um sich um die Pflege ihrer erkrankten Mutter zu kümmern. Nach deren Tod zog sie 2002 nach Kiel. Siegrid Paul verstarb 2013 in Uppsala.

## Schriften (Auswahl)
- Hans-Joachim Kornadt, Hans-Jürgen Koebnick, Sigrid Paul: Situation und Entwicklungsprobleme des Schulsystems in Kenia. Sozialpsychologische Forschungsstelle für Entwicklungsplanung. Stuttgart : E. Klett, 1968–1970
- Afrikanische Puppen. Mit 99 Abbildungen. In: Baessler-Archiv; Beiträge zur Völkerkunde. N.F., Beiheft, 6, Berlin : Reimer, 1970
- (Hrsg.): Ethnomedizin und Sozialmedizin in Tropisch-Afrika. Hamburg : Arbeitsgemeinschaft Ethnomedizin, 1975
- Begegnungen : zur Geschichte persönlicher Dokumente in Ethnologie, Soziologie und Psychologie. Hohenschäftlarn : Renner, 1979
- Funktionen der Biographieforschung in der Ethnologie, in: Gerd Jüttemann; Hans Thomae (Hrsg.): Biographische Methoden in den Humanwissenschaften. Weinheim: Beltz, 1998, S. 24–77